# Gora Serebristaja
Gora Serebristaja (Transkription von russisch Гора Серебристая ‚Silberberg‘) ist ein Felsvorsprung im ostantarktischen Mac-Robertson-Land. Er ragt im Wilson Bluff am Kopfende des Lambert-Gletschers auf.
Russische Wissenschaftler benannten ihn deskriptiv.